# TSV Herrsching
O Turn- und Sportverein Herrsching e. V., mais conhecido apenas como TSV Herrsching e também conhecido como WWK Volleys Herrsching por questões de patrocínio, é um time alemão de voleibol masculino da cidade de Herrsching, situado no estado da Baviera. Atualmente o clube disputa a 1. Bundesliga, a primeira divisão do campeonato alemão.

## Histórico
O clube poliesportivo TSV Herrsching foi fundado em 1947 na cidade de Herrsching. Atuou nas categorias menores do campeonato alemão, conquistando o título da 3. Liga Ost na temporada 2012–13, obtendo acesso à 2. Bundesliga Süd na temporada posterior.
Na temporada 2013–14 o time conquistou o acesso à primeira divisão do campeonato nacional. Após ficar na 3ª colocação na 2. Bundesliga Süd, o time conseguiu o acesso após os times de Leipzig e Rüsselsheim não solicitarem uma licença para a primeira divisão.
Em 2018, o clube assinou parceria com o grupo de seguros WWK (Versicherung), alterando o nome fantasia da equipe para WWK Volleys Herrsching.

## Títulos
Copa da Alemanha
- Vice-campeão: 2023–24

 2. Bundesliga Süd
- Terceiro lugar: 2013–14

 3. Liga Ost
- Campeão: 2012–13

## Elenco atual
Atletas selecionados para disputar a temporada 2022–23.
| Camisa                 | Nome              | Altura (m) | Posição    |
| ---------------------- | ----------------- | ---------- | ---------- |
| 1                      | Djordje Ilić      | 2,07       | Central    |
| 2                      | Albert Hurt       | 1,90       | Ponteiro   |
| 3                      | James Shaw        | 2,03       | Levantador |
| 4                      | Stijn Van Tilburg | 2,00       | Oposto     |
| 5                      | Jonas Sagstetter  | 1,90       | Ponteiro   |
| 7                      | Ferdinand Tille   | 1,85       | Líbero     |
| 8                      | Jonas Kaminski    | 1,96       | Oposto     |
| 9                      | Iven Fietje Ferch | 2,06       | Central    |
| 10                     | Thiago Vanole     | 1,92       | Ponteiro   |
| 11                     | Norbert Engemann  | 2,01       | Central    |
| 13                     | Severin Brandt    | 1,84       | Levantador |
| 17                     | Leonard Graven    | 1,80       | Líbero     |
| 18                     | Maciej Borris     | 2,02       | Central    |
| Técnico: Thomas Ranner |                   |            |            |